# Brühlbergturm
Der Brühlbergturm (oder auch Brüelbergturm) ist ein Sendeturm auf dem Brüelberg in Winterthur in der Schweiz, dessen Aussichtsplattform öffentlich zugänglich ist.
Er wurde 1994 errichtet und besitzt eine Höhe von 130 Metern. Die schlanke Tragkonstruktion besteht aus Stahlbeton.
Die Aussichtsplattform schenkte die Firma Rieter aus Anlass ihres 200-jährigen Bestehens im Januar 1995 der Winterthurer Bevölkerung.
Ein weiterer, etwas höher gelegener Aussichtsturm auf dem Gebiet der Stadt Winterthur ist der Eschenbergturm.

## Aufstieg
Die Aussichtsplattform ist über eine aussen am Turm angebrachte Wendeltreppe über 176 Stufen erreichbar. Der Aufstieg ist wegen der sehr luftigen Konstruktion nur für Schwindelfreie geeignet.
| Treppen |

## Aussichtsplattform
Die Aussichtsplattform in 34 Meter Höhe ist eher schlicht gehalten, es gibt keine Sitzgelegenheiten wie auch keine Panoramatafeln.
| Aussichtsplattform |

## Aussicht
Richtung Norden und Westen erblickt man grosse Teile von Winterthur. Ansonsten sind vor allem die Wälder rund um den Brühlbergturm zu sehen.

## Rund um den Turm
Eine Feuerstelle mit Sitzgelegenheiten ist unmittelbar neben dem Aussichtsturm vorhanden.

## Anreise
Aus den umliegenden Quartieren, Schlosstal, Oberfeld und Brühlberg kann man den Turm über diverse Feld- und Waldwege erreichen. Von der Busstation Brühleck sind es gemäss OpenStreetMap etwa 1,3 km Fussweg, wobei etwa 110 Meter Höhendifferenz zu überwinden sind. Steiler, aber kürzer ist der Weg ab der Busstation Friedliweg, wo man auf 970 m Fussweg die gleiche Höhendifferenz überwinden muss.
| Brühlbergturm von Oberwil aus gesehen | Brühlbergturm von Südwesten aus gesehen |

## Frequenzen und Programme

### Analoger Hörfunk (UKW)
| Frequenz (MHz) | Programm          | RDS PS   | RDS PI | Regionalisierung | ERP (kW) | Antennendiagramm rund (ND)/gerichtet (D) | Polarisation horizontal (H)/vertikal (V) |
| -------------- | ----------------- | -------- | ------ | ---------------- | -------- | ---------------------------------------- | ---------------------------------------- |
| 90,2           | Radio Zürisee     | ZUERISEE | 4F14   | –                | 0,15     | D (80–190°)                              | V                                        |
| 96,3           | Radio Stadtfilter | SFILTER_ | 4002   | –                | 0,15     | D (80–190°)                              | V                                        |
| 98,1           | Radio 24          | RADIO_24 | 4F15   | –                | 0,15     | D (80–190°)                              | V                                        |
| 102,0          | Radio 1           | RADIO_1_ | 4F38   | –                | 0,2      | D (90–130°)                              | V                                        |
| 103,5          | Radio Top         | __TOP___ | 4330   | Zürich           | 0,2      | D (100–60°)                              | V                                        |

### Digitales Radio (DAB)
DAB wird in vertikaler Polarisation und im Gleichwellenbetrieb mit anderen Sendern ausgestrahlt.
| Block                      | Programme | ERP (in kW) | Antennendiagramm rund (ND), gerichtet (D) | Gleichwellennetz (SFN) |
| -------------------------- | --- | ----------- | ----------------------------------------- | --- |
| 7D SMC_D02 (SUI0001F)      | DAB-Block der SwissMediaCast: - Rete Tre (64 kbit/s DAB+) - Radio Eviva (64 kbit/s DAB+) - Radio Life Channel (64 kbit/s DAB+) - Energy Zürich (64 kbit/s DAB+) - Energy Basel (64 kbit/s DAB+) - Energy Bern (64 kbit/s DAB+) - Radio Maria (64 kbit/s DAB+) - Radio Argovia (64 kbit/s DAB+) - Radio Top (64 kbit/s DAB+) - Radio Central (64 kbit/s DAB+) - Radio 24 (64 kbit/s DAB+) - ERF Plus (64 kbit/s DAB+) - Radio Zürisee (64 kbit/s DAB+) - Radio Pilatus (64 kbit/s DAB+) - Vintage Radio (64 kbit/s DAB+) - Flashback FM (64 kbit/s DAB+) - Radio Central 2 (64 kbit/s DAB+) - Radio Melody (64 kbit/s DAB+)                                    | 2,5         | ND                                        | - Aargau: Baden-Freienwil (Hörndli), Frick (Frickberg), Villigen (Geissberg), Wasserflue - Appenzell Ausserrhoden: Herisau (Ramsen), Schwellbrunn (Fuchsacker), Wildhaus (Säntis) - Bern: Adelboden (Wintertal), Adlemsried, Bern (Bantiger), Biel (Bözingenberg), Diemtigen (ufem Chrütz), Burgdorf-Oberburg (Rothöchi), Geissholz, Höfen (Beisseren), Huttwil (Hohfuren), Kandersteg (Büel), Langnau i.E. (Hirschmatt), Lauterbrunnen (Männlichen), Lenk-Metschstand (Hahnenmoos), Matten (Chlyne Ruuge), Saanen (Hornfluh), Zweisimmen (Heimersberg-Hüppiweid) - Basel-Land: Nenzlingen (Eggflue), Sissach (Metzenholden) - Basel-Stadt: Basel (St. Chrischona) - Freiburg: Fribourg (Hôpital) - Glarus: Engi (Lindenbodenberg), Linthal-Braunwald (Nussbüel-Schleimen), Sool (Trogsite) - Graubünden: Arosa-Dorf (Hinterwald), Davos-Dischma (Dorfberg), Klosters (Gotschnagrat), Medel-Curaglia (Vergera), Mon (Scarnoz), Morissen (San Carli), Trun (Axenstein 411), Valzeina (Mittagplatte), Versam (Uaul Scardanal) - Luzern: Geuensee (Höchweidwald), Schüpfheim (Vöglisbergegg), Sörenberg (Rischli), Willisau (Ankenloch) - Nidwalden: Engelberg-Wolfenschiessen (Stöck) - St. Gallen: Rüthi (Bismer), St. Gallen (Chirchli Peter und Paul), Strichboden, Wattwil (Chapf), Ziegelbrücke (Biberlichopf) - Schaffhausen: Altdorf (Ried), Osterfingen (Rossberg), Schaffhausen (Cholfirst), Schleitheim (Mattenhof-Birbiste) - Solothurn: Balsthal (Erzmatt), Olten (Engelberg), Solothurn-Oberdorf (Nesselboden) - Schwyz: Einsiedeln (Chummerweid), Oberiberg (Gadenstatt), Rigi (Kulm) - Thurgau: Bischofszell Sitterdorf (Pierchäller), Mammern (Seehalde), Sirnach (Sirnachberg Bärgholz), Weiningen (Haslibuck) - Uri: Amsteg-Gurtnellen (Unter Axeli), Andermatt (Bäzberg), Attinghausen (Schiltwald) - Zürich: Bülach (Eschenmosen), Bachtel Kulm, Steg-Fischenthal (Waldsberg), Winterthur (Brüelberg), Zürich (Uetliberg), Zürich (Zürichberg) - Deutschland: Bad Säckingen (Eggberg), Konstanz (Fernmeldeamt), Waldshut (Aarberg), Hohentengen (Wannenberg) - Österreich: Bregenz (Pfänder) |
| 7A SMC_D03 (SUI0002B)      | DAB-Block der SwissMediaCast: - Couleur 3 (64 kbit/s DAB+) - Option Musique (64 kbit/s DAB+) - Swiss Classic (64 kbit/s DAB+) - Swiss Jazz (64 kbit/s DAB+) - Radio 1 (64 kbit/s DAB+) - Sunshine Radio (64 kbit/s DAB+) - Basilisk (64 kbit/s DAB+) - Radio Gloria (64 kbit/s DAB+) - Freundes-Dienst (64 kbit/s DAB+) - Rockit Radio (64 kbit/s DAB+) - Radio Grischa (64 kbit/s DAB+) - Virgin Rock (64 kbit/s DAB+) - GOAT Radio (64 kbit/s DAB+) - Radio FM1 (64 kbit/s DAB+) - Energy Luzern (64 kbit/s DAB+) - Schlagerradio (64 kbit/s DAB+) - Klassik Radio (64 kbit/s DAB+) - Thaalam Thamil 1 (64 kbit/s DAB+) - Sunshine Live CH (64 kbit/s DAB+) | 2,4         | ND                                        | - Aargau: Baden-Freienwil (Hörndli), Frick (Frickberg), Villigen (Geissberg), Wasserflue - Basel-Land: Läufelfingen, Nenzlingen (Eggflue), Sissach (Metzenholden), Waldenburg (Richtiflu), Ziefen (Chöpfli) - Basel-Stadt: Basel (St. Chrischona) - Glarus: Engi (Lindenbodenberg), Linthal-Braunwald, Sool (Trogsite) - Graubünden: Valzeina (Mittagsplatte) - Luzern: Escholzmatt-Wiggen (Mittlist Äbnit), Geuensee (Höchweidwald), Schüpfheim (Vöglisbergegg), Sörenberg (Rischli), Willisau (Ankenloch) - Obwalden: Engelberg-Wolfenschiessen (Stöck) - Schaffhausen: Osterfingen (Rossberg) - Schwyz: Einsiedeln (Chummerweid), Oberiberg (Gadenstatt), Rigi (Kulm) - Solothurn: Olten (Engelberg) - St. Gallen: Ziegelbrücke (Biberlichopf) - Thurgau: Elgg (Schneitberg) - Uri: Amsteg-Gurtnellen (Unter Axeli), Andermatt (Bäzberg), Attinghausen (Schiltwald) - Zürich: Bachtel-Kulm, Bülach (Eschenmosen), Steg-Fischenthal (Waldsberg), Wildberg (Tössegg), Winterthur (Brüelberg), Zürich (Uetliberg), Zürich (Zürichberg) - Deutschland [bwü]: Eggberg, Waldshut (Aarberg), Wannenberg |
| 12C SRG SSR D01 (SUI0006A) | DAB-Block der SRG SSR: - Radio SRF 1 AG SO+ (64 kbit/s DAB+) - Radio SRF 1 BE FR VS+ (64 kbit/s DAB+) - Radio SRF 1 BS+ (64 kbit/s DAB+) - Radio SRF 1 GR+ (64 kbit/s DAB+) - Radio SRF 1 LU+ (64 kbit/s DAB+) - Radio SRF 1 SG+ (64 kbit/s DAB+) - Radio SRF 1 ZH SH+ (64 kbit/s DAB+) - Radio SRF 2 Kultur+ (96 kbit/s DAB+) - Radio SRF 3+ (72 kbit/s DAB+) - Radio SRF 4 News+ (56 kbit/s DAB+) - Radio SRF Musikwelle+ (72 kbit/s DAB+) - Radio SRF Virus+ (72 kbit/s DAB+) - RSI Rete Uno+ (72 kbit/s DAB+) - RTS Première (72 kbit/s DAB+) - Radio Rumantsch+ (72 kbit/s DAB+) - Radio Swiss Pop+ (64 kbit/s DAB+)                                     | 5           | D (90–270°)                               | - Aargau: Baden-Freienwil (Hörndli), Frick (Frickberg), Hellikon, Möriken-Wildegg (Chestenberg), Reuenthal (Ried), Rietheim, Villigen (Geissberg), Wasserflue - Appenzell Ausserrhoden: Herisau (Ramsen), Wildhaus (Säntis) - Basel-Land: Langenbruck, Läufelfingen, Liestal (Seltisberg), Nenzlingen (Eggflue), Sissach (Metzenholden), Waldenburg (Richtiflu), Ziefen (Chöpfli) - Basel-Stadt: Basel (St. Chrischona) - Bern: Adelboden (Wintertal), Bern (Bantiger), Biel-Magglingen (Evilard Hohmatt), Boltigen (Jaunpass chline Bäder), Brienz (Wellenberg), Burgdorf-Oberburg (Rothöchi), Chasseral, Diemtigen,(Zwischenflüh), Dornegg (Rütschelen), Eggiwil (Hinterer Girsgrat), Gadmen-Hopflauenen (Hopflauiwald), Heimenschwand (Buchholterberg Schafegg), Höfen (Beisseren), Ins (Schaltenrain-Fürstengräber), Kandersteg (Büel), Konolfingen (Neuhaus), Langnau im Emmental (Hirschmatt), Lauterbrunnen (Männlichen), Lenk-Metschstand (Hahnenmoos), Niederhorn, Saanen (Hornfluh), Wyssachen (Mösli), Zweisimmen (Heimersberg-Hüppiweid) - Freiburg: Flamatt (Sonnhalde Silo), Guggisberg (Gusteren Zollhaus), Gurmels (Cordast) - Glarus: Engi (Lindenbodenberg), Glarus (Bergli), Linthal-Braunwald (Nussbüel-Schleimen) - Graubünden: Valzeina (Mittagplatte) - Luzern: Escholzmatt (Wiggen Mittlist Äbnit), Geuensee (Höchweidwald), Schüpfheim (Vöglisbergegg), Sörenberg (Rischli), Willisau (Aegerten), Wolhusen - Nidwalden: Engelberg-Wolfenschiessen (Stöck) - Obwalden: Sarnen-Obstalden (Moosacher) - Schaffhausen: Altdorf, Bargen, Schaffhausen (Cholfirst), Schleitheim (Mattenhof-Birbiste), Thayngen (Wippel) - Schwyz: Einsiedeln (Chummerweid), Oberiberg (Gadenstatt), Rigi (Kulm) - Solothurn: Balsthal (Erzmatt), Grindel (Moretchopf), Mümliswil (Regenrain), Olten (Engelberg), Rodersdorf (Grundacker), Solothurn-Oberdorf (Nesselboden), Welschenrohr (Räckholderhube) - St. Gallen: Rüthi (Bismer), St. Gallen (Chirchli Peter und Paul), Mels-Weisstannen (Eggli), Pfäfers-Vättis (Vättnerberg-Geisegg), Rorschach, Wattwil (Chapf), Ziegelbrücke (Biberlichopf) - Thurgau: Bischofszell Sitterdorf (Pierchäller), Elgg (Schneitberg), Fischingen-Dussnang (Tolebärg), Mammern (Seehalde), Ottenberg, Sirnach (Sirnachberg Bärgholz), Weiningen (Haslibuck) - Uri: Andermatt (Bäzberg), Andermatt (Nätschen), Attinghausen (Schiltwald), Spiringen-Bürglen (Eggenbergli) - Wallis: Binn (Giesse), Ferden (Färdaried), Feschel (Wilerzälg), Gondo (Alpje), Leukerbad (Bodmen), Saas-Fee (Plattjen), Visperterminen (Gebidem), Zermatt (Riffelalp), Zwischbergen-Simplon (Feerberg) - Zürich: Bachtel Kulm, Bülach (Eschenmosen), Steg-Fischenthal (Waldsberg), Wildberg (Egg Drifurri), Winterthur (Brüelberg), Zürich (Uetliberg), Zürich (Zürichberg) - Deutschland: Bad Säckingen (Eggberg), Konstanz (Fernmeldeamt), Hohentengen (Wannenberg) - Österreich: Bregenz (Pfänder) |

### Digitales Fernsehen (DVB-T)
Bis zum 3. Juni 2019 abgestrahlte Programme:
| Kanal | Frequenz (in MHz) | Multiplex | Programme im Multiplex                            | ERP (in kW) | Antennen- diagramm rund (ND) / gerichtet (D) | Polarisation horizontal (H) / vertikal (V) |
| ----- | ----------------- | --------- | ------------------------------------------------- | ----------- | -------------------------------------------- | ------------------------------------------ |
| 32    | 562               | SRG D01   | - SRF 1 - SRF zwei - SRF info - RTS Un - RSI LA 1 | 1           | ND                                           | H                                          |